# Pulsatilla alpina subsp. apiifolia
Pulsatilla alpina subsp. apiifolia, soms wel gele alpenanemoon of zwavelgele anemoon genoemd, is een overblijvende plant uit de ranonkelfamilie (Ranunculaceae) die te vinden is in de meeste Europese gebergtes.
Het is een ondersoort van de alpenanemoon (Pulsatilla alpina), die onderscheiden kan worden door de lichtgele bloemen.

## Naamgeving enetymologie
- Synoniemen: Pulsatilla sulphurea (L.) DC
- Frans: Pulsatille soufrée, Anémone soufrée, Pulsatille à feuilles d'ache
- Duits: Gelbe Alpen-Kuhschelle, Gelbe Alpen-Küchenschelle, Schwefel-Anemone

De botanische naam Pulsatilla is afgeleid van het Latijnse pulsare (slaan, zwaaien). Naargelang de bron zou dit slaan op de op een klok lijkende bloemen of op de zaden, die door windstoten worden verspreid. De soortaanduiding alpina verwijst naar de Alpen. De ondersoortaanduiding apiifolia is afgeleid van het Latijnse apium (de oude naam van peterselie) en folium (blad) en verwijst naar het fijn verdeelde blad.

## Kenmerken
P. a. subsp. apiifolia is een polvormende, middelhoge, overblijvende, kruidachtige plant, met een rechtop staande wortelstok, een tot 50 cm hoge, onvertakte stengel, een basaal bladrozet van gesteelde, fijnverdeelde, dubbelgeveerde bladeren met drie lobben en halverwege de stengel nogmaals drie stengelbladeren. Zowel bladeren als stengels zijn bezet met zilvergrijze, zijdeachtige haren.
De bloemen zijn groot, alleenstaand aan het einde van de bloemstengel, opgericht, zonder schutblaadjes, tot 60 mm in doormeter, radiaal symmetrisch, diep komvormig, met meestal 6 aan beide zijden lichtgele kroonbladachtige kelkbladen, aan de buitenzijde zijdeachtig behaard. Er zijn geen echte kroonbladen. De bloem bezit talrijke geel of paars gekleurde vruchtbare meeldraden en meestal ook schijfvormige staminodiën of onvruchtbare meeldraden. Er zijn talrijke, losse vruchtbeginsels met elk een zaadknop en een lange, veervormige stijl.
De plant bloeit van mei tot juli.

## Habitaten verspreiding
P. a. subsp. apiifolia groeit voornamelijk op zonnige plaatsen op silicaatrijke bodem, zoals in graslanden en lichte naaldbossen, tot op 2.700 m.
De plant komt voor in de Midden- en Zuid-Europese gebergtes, vooral in de Pyreneeën, de Alpen, de Dolomieten en de Julische Alpen.

## Verwante en gelijkende soorten
P. a. subsp. apiifolia kan van andere Pulsatilla-soorten onderscheiden worden door aanzienlijke grootte van de plant, de gele bloemen, en door de twee stellen blaadjes die in tegenstelling tot die van de lenteanemoon dubbelgeveerd zijn.
... · P. alpina (Alpenanemoon) · P. a. subsp. alpina · P. a. subsp. apiifolia (Gele alpenanemoon) · P. a. subsp. austriaca (Oostenrijkse alpenanemoon) · P. a. subsp. austroalpina · P. a. subsp. cantabrica · P. a. subsp. cyrnea · P. a. subsp. font-queri · P. a. subsp. millefoliata · P. a. subsp. schneebergensis · P. halleri · P. montana · P. pratensis · P. p. subsp. pratensis · P. p. subsp. bohemica · P. p. subsp. hungarica · P. p. subsp. nigricans · P. rubra · P. r. subsp. rubra var. serotina · P. vernalis (Lenteanemoon) · P. vulgaris (Wildemanskruid) · ...